# Lilyhammer
Lilyhammer é uma série de televisão de drama policial de 2012, exibida pela Netflix, que conta a história do gângster ficcional novaiorquino Frank "The Fixer" Tagliano. Após estrear na televisão norueguesa, a série foi a primeira exibição de conteúdo original da Netflix.
Ambientada na pequena cidade norueguesa de Lillehammer, a série em sua terceira temporada também mostra situações do Brasil, quando um dos personagens se envolve com uma brasileira que conheceu pela internet, o que motiva a locação na cidade do Rio de Janeiro.
A série marcou ainda a estreia do cantor Bruce Springsteen como ator, já que sua única aparição foi no filme High Fidelity, de 2000, interpretando a si mesmo. Em 2015 a série foi cancelada pela Netflix, após sua terceira temporada.
Oito anos após a estreia da terceira temporada na Netflix, em 21 de novembro de 2022, foi anunciado que Lilyhammer seria removida do catálogo da plataforma. Um acordo de última hora reverteu a decisão. 

## Histórico e produção
Sua estreia na Noruega em 2012 pelo canal público NRK foi neste mesmo ano adquirida pela Netflix, que na segunda temporada tornou-se coprodutora, em face do sucesso alcançado. A produção foi uma parceria binacional entre a norueguesa Rubicon AS junto à alemã SevenOne, atingiu no país de origem o público de um milhão de espectadores - valor considerado baixo para padrões como o brasileiro ou dos EUA, mas na Noruega representa uma audiência superior a 56% do público.
As gravações na Noruega duraram, em média, cinco meses. O ator principal, Van Zandt, é também o guitarrista da E Street Band e desempenhou também funções de roteirista e produtor, enfrentando as dificuldades de ter uma produtora na Noruega, o distribuidor na Alemanha, enquanto a Netflix está sediada em Los Angeles.
As gravações da terceira temporada que ocorreram no Rio originalmente estavam programadas para ocorrer em Cuba mas, em virtude das dificuldades de se gravar naquele país, foram transferidas para o Brasil, que Van Zandt já conhecia como músico e onde também se apresentou enquanto filmavam. A terceira temporada, orçada em 120 milhões de dólares, contou com o investimento do Instituto Norueguês de Cinema, o que fez tornar-se uma das mais caras produções da TV norueguesa e permitiu a contratação de atores com reconhecimento internacional.
O samba que abre o primeiro episódio da terceira temporada foi composto por Van Zandt, por percussionistas das escolas de samba Mocidade e Mangueira e pelo músico brasileiro Dado Villa-Lobos.

## Sinopse

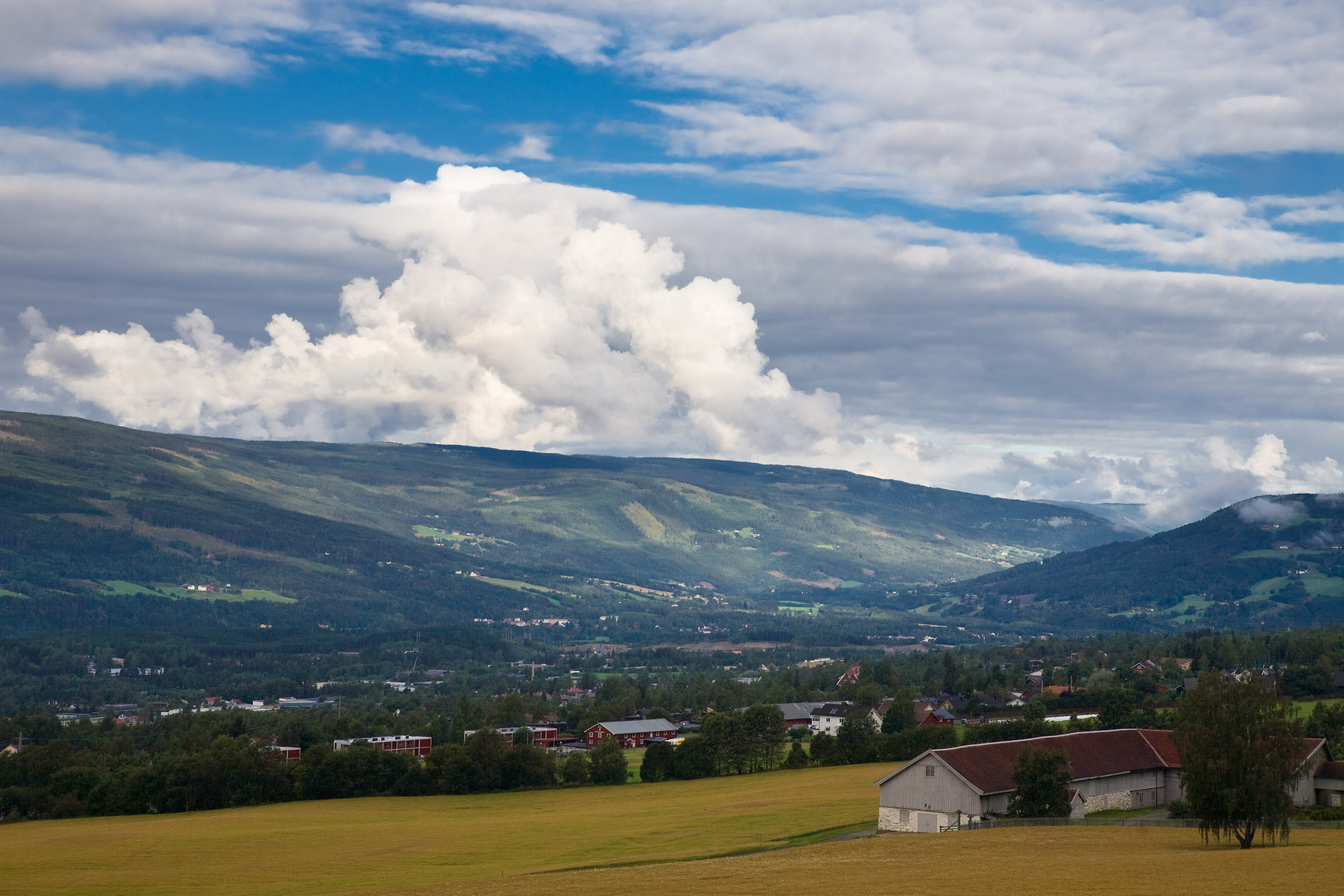
Vista de Lillehammer.

A história gira em torno do mafioso novaiorquinho Frank "The Fixer" Tagliano (Steven Van Zandt) que, por precisar de nova identidade no serviço de proteção às testemunhas, muda-se para a cidade norueguesa de Lillehammer, que ele conhecera pela televisão durante as transmissões dos Jogos Olímpicos de Inverno de 1994; Frank, com a morte do chefão da máfia, havia disputado a posição com o sucessor mas, após quase ser assassinado, resolve fazer delação premiada e revelar ao governo os crimes de seus antigos parceiros.
Na primeira temporada (2012) ele se envolve com a jovem professora Sigrid, que conhece ainda no trem que o leva para a nova morada e com quem virá a ter filhos gêmeos; ao chegar tenta criar na cidade o mesmo estilo criminoso que vivia, numa sociedade que não está preparada para vivenciá-lo - até incorporar um tanto do estilo de vida nórdico. O choque cultural vivido por um americano no país europeu passa pelo regramento da paternidade, e um dos episódios trata do racismo.
Ao contrário de seus hábitos criminosos descobre que a violência excessiva não é necessária, pois mesmo com uso moderado já se obtém o resultado pretendido; apesar de o crime não ser ostensivo no país escandinavo, Frank logo descobre que o lugar possui seus trambiqueiros, advogado corrupto e outros criminosos - com quem se relaciona ao decidir adquirir um clube noturno.
Johnny ao se instalar torna-se vizinho da chefe de polícia, Laila, a quem suas atividades não passam despercebidas; o assistente da delegada também se ressente do mafioso pois sua atividade como cover de Elvis Presley é dispensada por ele.
Outra curiosidade é o curso para estrangeiros se adaptarem à cultura do país, onde o americano conhece pessoas de outros países; mas ao impor seu estilo de vida a série mostra de forma indireta como a cultura estadunidense exerce poder sobre a local, sobrepujando-a de acordo com os seus interesses.
Na segunda temporada (2013) Frank deixa de ser o forasteiro, e passa ele próprio a enfrentar "invasores", como hooligans ingleses.
A terceira e última temporada (2014) trouxe a gangue chefiada por Frank ao Rio de Janeiro, onde mostra a realidade vivida no país, com favelas, tiroteios, corrupção policial e cadeias superlotadas.

## Elenco
- Steven Van Zandt - Frank Tagliano / Giovanni "Johnny" Henriksen, nova identidade de Frank, o personagem principal da trama.
- Trond Fausa Aurvåg - Torgeir Lien, amigo e sócio de Giovanni.
- Steinar Sagen - Roar Lien, um taxista e irmão de Torgeir.
- Marian Saastad Ottesen - Sigrid Haugli, professorinha de norueguês que recentemente mudou-se de Oslo para morar na fazenda de seu pai.
- Mikael Aksnes-Pehrson - Jonas Haugli, filho de Sigrid.
- Fridtjov Såheim - Jan Johansen, assistente social, encarregado de ambientar os imigrantes no país.
- Anne Krigsvoll - Laila Hovland, chefe de polícia e vizinha de "Johnny".
- Robert Skjærstad - Roy "Fingern" Aass, tatuador e fora-da-lei do lugar.
- Tommy Karlsen Sandum - Arne, membro da gang de Roy.
- Nils Jørgen Kaalstad - Dag Solstad, instrutor do escritório de habilitação para motoristas, marido da bela Yvonne Solstad (Tina Hovi).
- Finn Schau - oficial do departamento de polícia, e superior de Laila Hovland.
- Kyrre Hellum (temporada 1) - Geir "Elvis" Tvedt, policial subordinado a Laila Holland com particular interesse nas atividades de Johnny, e também aspirante a músico.
  - Øyvind Blomstrøm (temporada 1, baixista de El Cuero) - aparições na banda do cover de Elvis, em vários episódios.
- Sven Nordin (temporada 1) - Julius Bakke, advogado local.
- Beate Eriksen (temporada 1) - mãe de Arne.
- Jay Benedict (temporada 1) - Becker, agente do FBI.
- Ingrid Olava (temporada 1) - interpreta a si mesma, tocando piano no bar Flamingo, de Johnny.
- Thomas Grube (temporadas 1-2) - Aldo Delucci, chefâo recém-promovido da máfia, em conflito com a família Tagliano.
- Greg Canestrari (temporada 1) - Jerry Delucci, sobrinho de Aldo Delucci.
- Janis Maria Wilson - Miss Gudbrandsdalen.
- Tim Ahern (temporadas 1-2) - Robert Grasso, mafioso do grupo de Aldo Delucci que vai à Noruega com Jerry Delucci.
- Kyrre Haugen Sydness (temporadas 1-2) - Thomas Aune
- Henriette Steenstrup (temporada 2) - Randi.
- Pål Espen Kilstad (temporada 2) - Trond.
- Erik Madsen (temporada 2)
- Amy Beth Hayes (temporada 2)
- Amit Shah (temporada 2) - Gareth, telefonista.
- Richard Skog (temporada 2) - Odjobb, guarda-costas de Frank.
- Silje Torp (temporada 2) - Mette Hansen.
- Tony Pitts (temporada 2) - Tony Hammer, irmão de Duncan e líder criminoso britânico.
- Alan Ford (temporadas 2-3) - Terence ("Terry"), criminoso britânico procurado pela Scotland Yard.
- Paul Kaye (temporadas 2-3) - Duncan Hammers, perigoso inglês que chega a Lillehammer.
- Jakob Oftebro (temporadas 2-3) - Chris, instrutor de natação que se envolve com as mães dos gêmeos de Frank/Johnny, Sigrid.
- Maureen van Zandt (temporadas 2-3) - Ange, amiga novaiorquina de Frank.
- Tony Sirico (temporadas 2-3) - Tony Tagliano, padre e irmão de Frank.
- Bruce Springsteen (temporada 3) - Giuseppe Tagliano, irmão de Frank's.
- Rhys Coiro (temporada 3) - Tommy Mangano, pistoleiro enviado à Noruega para confrontar com Joey Salmone.
- Ida Elise Broch (temporada 3) - Birgitte.
- Maria Joana Chiappetta (temporada 3) - Alex, jovem brasileira que se envolve com Roar.
- Michael Badalucco (temporada 3) - Joey Salmone, autor de livro sobre a culinária dos mafiosos.